# Assadi
Assadi (em persa: اسدي; romaniz.: Asadī) é uma vila no distrito rural de Ilate e Cacazã e Garbi, no condado de Gasvim, na província de Gasvim, no Irã. No censo de 2006, sua população era de 13 pessoas, em 6 famílias.